# 2001

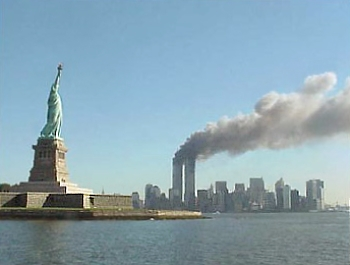
هجمات 11 سبتمبر 2001

## أحداث
- حصار قندوز في الفترة ما بين 11 نوفمبر و 23 نوفمبر.

### يناير
- 20 يناير - جورج دبليو بوش يصبح الرئيس الثالث والأربعون للولايات المتحدة خلفا لبيل كلينتون.
- 26 يناير : زلزال يضرب الهند ويخلف 166800 جريحا و20023 قتيلا.

### فبراير
- 19 فبراير - بعد تصريح رئيس وزراء تركيا، بولنت أجاويد، ووصفه الأزمة الاقتصادية ب«الخطيرة»، انهار السوق المال التركي.[1][2][3]

### سبتمبر
- 11 سبتمبر - انهيار مبنيي مركز التجارة العالمي في مدينة نيويورك بعد ارتطام طائرتين بهما.

### أكتوبر
- 7 أكتوبر - بداية حرب أفغانستان سنة 2001 وانتهت في 28 ديسمبر 2014.
- 25 أكتوبر - مايكروسوفت تطلق ويندوز إكس بي.

### ديسمبر
- 22 ديسمبر - القوة المتعددة الجنسيات لإحلال الاستقرار في أفغانستان «إيساف» والحكومة الأفغانية برئاسة حامد قرضاي تبدآن مهامهما.

## مواليد

### فبراير
- 19 فبراير: لي كانغ إن، لاعب كرة قدم كوري جنوبي.

### مارس
- 6 مارس: رودريغو غويس، لاعب كرة قدم برازيلي.

### يونيو
- 4 يونيو: تاكيفوسا كوبو، لاعب كرة قدم ياباني.
- 29 يونيو: أللاهيار صیادمنش، لاعب كرة قدم إيراني.

### أغسطس
- 12 أغسطس: ديكسي داميليو، يوتيوبر ومغنية أمريكية.

## وفيات
- جورج هاريسون
- جمال الراشد - مطرب وملحن كويتي.
- ديبندار بيكرام
- ديدي
- شارل حلو
- محمد عطا
- هيربرت سيمون
- آليا مغنية آر إن بي وبوب أمريكية
- حسين الصالح - ممثل كويتي.

### يناير
- 4 يناير - محمد راشد العقروقة, ممثل كويتي
- 11 يناير - محمد بن صالح العثيمين, علامة سعودي
- 25 يناير - أشرف فهمي, مخرج مصر ووالد الفنانة المصرية جالا فهمي
- 28 يناير - سمير عبد العظيم, مخرج إذاعي مصري

### مارس
- 22 مارس - ويليام هانا منتج ورسام أفلام رسوم متحركة أمريكي .

### يونيو
- 3 يونيو - أنطوني كوين, ممثل ومخرج وكاتب ورسام الولايات المتحدة
- 21 يونيو - سعاد حسني، ممثلة مصرية وعادل المهيلمي, ممثل مصري
- 27 يونيو - جاك ليمون، ممثل أمريكي.

### يوليو
- 23 يوليو - محمود رحمي, مخرج ومصمم عرائس بوجي وطمطم مصري
- 25 يوليو - فهد بن سلمان بن عبد العزيز آل سعود أمير سعودي والابن الأكبر للملك سلمان بن عبد العزيز آل سعود.

### أغسطس
- 27 أغسطس - رمضان عبد التواب، عالم لغوي مصري.
- 29 أغسطس - مخلص البحيري, ممثل مصري

### سبتمبر
- 21 سبتمبر - حسني عبد الجليل, ممثل مصري

### ديسمبر
- 9 ديسمبر - محمد عبد العاطي، مجند مصري لقب بصائد الدبابات.

## جوائز عالمية

### جائزة نوبل
- في الفيزياء – الألماني ولفجانج كيترلي والأمريكيان إيريك ألين كورنيل وكارل ويمان.
- في الكيمياء – الياباني ريوجي نويوري والأمريكيان ويليام نولز وباري شاربلس.
- في الطب – الأمريكي ليلاند هارتوال والبريطانيان تيم هانت وبول نرس.
- في الأدب – البريطاني فيديادر سوراجبراساد نيبول
- في السلام – الغاني كوفي عنان والأمم المتحدة.
- في الاقتصاد – الأمريكان جورج أكرلوف ومايكل سبنس وجوزيف ستيجلز.

### جائزة الملك فيصل العالمية
- في خدمة الإسلام – الهيئة العليا لجمع التبرعات لمسلمي البوسنة والهرسك.
- في الدراسات الإسلامية – لم تمنح.
- في اللغة العربية والأدب – مناصفة بين الأردني إبراهيم عبد الرحيم السعافين والسعودي منصور إبراهيم الحازمي.
- في الطب – مناصفة بين البريطاني روي يورك كالن والأمريكيين نورمان شموي وتوماس ستارزل.
- في العلوم – مناصفة بين الكندي ساجيف جون والأمريكي تشين يانج.